# Gonzalo Sobejano
Gonzalo Sobejano Esteve (Murcia, 10 de enero de 1928-Nueva York, 10 de abril de 2019) fue un crítico literario, profesor de literatura y poeta español. Desempeñó su labor docente en diversas universidades alemanas y estadounidenses.

## Biografía
Inició sus estudios en el Instituto Alfonso X el Sabio de Murcia. Estudió en el Madrid de finales de los cuarenta su carrera universitaria con Dámaso Alonso, Rafael Lapesa y Manuel Muñoz Cortés y allí se doctoró; fue becario en París en el Instituto Francés.
En 1951 marchó a Heidelberg para empezar una importante carrera universitaria. Allí conoció a Helga, su esposa, una alemana que supuso un apoyo imprescindible a su carrera. Prosiguió su formación en Maguncia y Colonia; desde 1963 enseñó en los Estados Unidos, primero como profesor asociado de la Universidad de Columbia en Nueva York, luego como profesor en la Universidad de Pittsburg en el estado de Pensilvania. Posteriormente fue profesor de la Universidad de Pensilvania, en la ciudad de Filadelfia, hasta 1986, pasando este año a la Universidad de Columbia, en Nueva York, donde fue catedrático. Fue profesor invitado o visitante en el Queens College, Midlebury College, Maryland, Princeton y Berkeley, y, en Europa, en la Universidad de Colonia. Obtuvo prestigiosas becas universitarias estadounidenses, como la John Simon Guggenheim y el Lindback Award for Distinguished Teaching de la Universidad de Pensilvania.
Perteneció al grupo poético Azarbe, del que pronto se separó al no compartir el esteticismo que lo marcaba. Su primer libro poético fue Sombra apasionada (1948), y en 1951 publicó Eco en lo vacío, más en línea con la poesía desarraigada de posguerra y que obtuvo en Murcia el premio Polo de Medina.

## Asociaciones a las que perteneció
- Académico Correspondiente de la Real Academia Española
- Académico Correspondiente de la Real Academia Alfonso X el Sabio de Murcia.
- Académico de Honor de la Real Academia de Bellas Artes Santa María de la Arrixaca, de Murcia.
- Vicepresidente de la Asociación Internacional de Hispanistas, durante dos mandatos.
- Miembro de número de la Hispanic Society of America.

## Premios y distinciones
- Premio Nacional de Literatura Emilia Pardo Bazán (1979)
- Premio Laurel de Murcia, concedido por la Asociación de la Prensa (1971)
- Cruz de Comendador de la Orden de Isabel la Católica, concedida por el rey de España (1986).
- Medalla Nacional de Bellas Artes
- Doctor honoris causa por la Universidad de Murcia (1989)
- Hijo Predilecto de Murcia (2012)[1]

## Publicaciones
Autor de memorables estudios en el campo de la Estilística, así como es un clásico indiscutible su estudio sobre Nietzsche.
Crítica, estudios literarios, filología
- El epíteto en la poesía española, Madrid, Gredos, 1956
- Forma literaria y sensibilidad social: Mateo Alemán, Galdós, Clarín, el 98 y Valle-Inclán, Madrid: Gredos, 1967
- Nietzsche en España, Madrid, Gredos, 1967 (2ª ed. corregida y ampliada, 2004)
- Novela española de nuestro tiempo: en busca del pueblo perdido, Madrid, Prensa Española, 1970
- Clarín en su obra ejemplar, Madrid, Castalia, 1985
- La novela española contemporánea: 1940-1995: Doce estudios, Madrid, Marenostrum, 2003
- Lección de novela, España entre 1940 y ayer, Madrid, Marenostrum, 2005
- Quevedo o La prosa de ideas en nuestro Siglo de Oro
- Juan José Millás, fabulador de la extrañeza

Como editor
- La Regenta de Leopoldo Alas, Madrid, Castalia, 1986, 2 vols.
- La mortaja de Miguel Delibes, Madrid, Cátedra, 1987
- Dulce y sabrosa de Jacinto Octavio Picón, Madrid, Cátedra, 1990

Como compilador
- Francisco de Quevedo, Madrid, Taurus, 1978